# BBC十點新聞
BBC十點新聞（英語：BBC News at Ten，也稱BBC Ten O'Clock News或Ten O'Clock News）是英國廣播公司的旗艦晚間新聞節目，在BBC第一台和BBC新聞台播出。BBC十點新聞是BBC第一台每天最後一檔新聞節目。節目開始播出於2000年10月16日，系自BBC九點新聞移動而來。BBC十點新聞在每天晚上10點播出，首先播出25分鐘的英國國內和國際新聞。在工作日時，還會於10:25至10:35時播出約7分鐘的地方新聞（週末則是在10:15至10:25），並且之後會播出全國的天氣預報。BBC十點新聞現在是英國收視率最高的新聞節目。有重大新聞發生時，BBC十點新聞會走出攝影棚在戶外播出。

## 主持人
截至2022年9月的主持人名单如下：
| 年份       | 主持人            | 当前角色         |
| ---------- | ----------------- | ---------------- |
| 2003年至今 | 休·爱德华兹       | 主要主持人       |
| 2003年至今 | Sophie Raworth    | 副主持人         |
| 2008年至今 | 米莎·侯赛因       | 周日和替代主持人 |
| 2014年至今 | Clive Myrie       | 周日和替代主持人 |
| 2014年至今 | Reeta Chakrabarti | 周日和替代主持人 |